# تپه صدرات چای (و)
تپه صدرات چای (و) مربوط به دوران‌های تاریخی پس از اسلام است و در شهرستان شوشتر، روستای عله واقع شده و این اثر در تاریخ ۲۳ بهمن ۱۳۸۰ با شمارهٔ ثبت ۴۷۵۰ به‌عنوان یکی از آثار ملی ایران به ثبت رسیده است.